# Kastro Team/Saison 2013
Dieser Artikel listet Erfolge und Fahrer des Radsportteams Kastro in der Saison 2013 auf.

## Abgänge – Zugänge
| Zugänge                | Team 2012 | Abgänge                               | Team 2013                        |
| ---------------------- | --------- | ------------------------------------- | -------------------------------- |
| Fausto Fognini         | Team WIT  | Francisco José Pacheco                | Christina Watches-Onfone         |
| Tyron Giorgieri        | Team WIT  | Apostolos Bouglas                     | SP Tableware                     |
| Enrico Montanari       | Team WIT  | Georgios Bouglas                      | SP Tableware                     |
| Panagiotis Karabinakis | Neoprofi  | Salvador Guardiola                    | Differdange-Losch                |
| Konstantinos Papoutsas | Neoprofi  | Jónathan González                     | Construcciones Paulino           |
|                        |           | José Antonio Carrasco                 | Duptación de León-Deyser         |
|                        |           | Jaume Rovira                          | Hemus 1896                       |
|                        |           | Pedro Merino                          | Mutua de Levante-Delikia-Cafemax |
|                        |           | Aitor Pérez                           | Karriereende                     |
|                        |           | Alberto Carvalno                      | Unbekannt                        |
|                        |           | Dimitrios Kampianis                   | Unbekannt                        |
|                        |           | Theodoros Tzimas                      | Unbekannt                        |
|                        |           | Charalampos Kastrantas (bis 31. Juli) | Unbekannt                        |

## Mannschaft
| Name                    | Geburtstag        | Nationalität |
| ----------------------- | ----------------- | ------------ |
| Konstantinos Efstathiou | 24. Januar 1991   | Griechenland |
| Fausto Fognini          | 10. November 1985 | Italien      |
| Tyron Giorgieri         | 4. September 1988 | Italien      |
| Ioannis Iliadis         | 26. April 1993    | Griechenland |
| Panagiotis Karabinakis  | 26. April 1993    | Griechenland |
| Evangelos Karagiannakis | 16. Juni 1989     | Griechenland |
| Enrico Montanari        | 19. Februar 1985  | Italien      |
| Konstantinos Papoutsas  | 24. Juli 1992     | Griechenland |